# Mohanad Salem
Al Amim Mohannad Salem Ghazy Al-Enazi (Abu Dhabi, 1º marzo 1985) è un ex calciatore emiratino, difensore del Al-Ain e della nazionale emiratina.

## Biografia
Mohanad è fratello minore dell'ex calciatore di varie squadre degli Emirati Arabi Uniti e della nazionale del Qatar Mohammed Salem Al-Enazi

## Carriera
Ha giocato tre partite con Al-Ain FC nella AFC Champions League 2010 inoltre vanta quattro presenze con la nazionale degli Emirati Arabi Uniti di cui tre nella Coppa delle Nazioni del Golfo 2013.

## Palmarès

### Club
- UAE Arabian Gulf League: 1

Al-Ain: 2011-2012
- UAE Super Cup: 1

Al-Ain: 2012
- Etisalat Emirates Cup: 1

Al-Ain: 2009-2010

### Nazionale
- Coppa delle Nazioni del Golfo: 1

Bahrain 2013